# جم آرچر
کالین موری "جم آرچر"(به انگلیسی: Colin Murray "Gem" Archer) (زاده ی ۷ دسامبر ۱۹۶۶) موسیقی دان انگلیسی است، که گیتار ریتم اوئیسیز را از نوامبر۱۹۹۹ تا انحلال گروه نواخت.پس از آن با لیام گلگر ، اندی بل و کریس شاروک بیدی آی را تشکیل دادند و تا ۲۰۱۴ به فعالیت خود ادمه دادند.

## حرفه
جم آرچر قبلاً در گروه هوی استریو فعالیت داشت. در سال ۱۹۹۹ ، به دعوت نوئل گلگر به عنوان جایگزین پل آرتورز وارد گروه شد.
او تا انحلال اوئیسیز گیتاریست ریتم گروه باقی ماند.پس از از هم پاشیدن اوئیسیز، جم به همراه لیام و سایر اعضای گروه تا ۲۰۱۴ تحت عنوان بیدی آی به فعالیت خود ادامه دادند. جم همخوان بیسسیت و گیتار آلبوم آغازین بیدی آی را نواخت.برای آلبوم دوم گروه علاوه بر همخوانی و گیتار و بیس ،کیبورد ترانه ها را نیز نواخت.در آگوست ۲۰۱۳،جم از پله های منزلش زمین خورد و به سر و استخوانهایش ضربه ی جدی وارد شد.بیدی آی مجبور شد اجر خود در فستیوال وی را کنسل کند. در اکتبر۲۰۱۴ ،لیام گلگر در تویترش نوشت بیدی آی منحل شده است. جم بعد از انحلال اوئیسیز همچنان رابطه ی دوستانه اش را با نوئل گلگر حفظ کرد. در دسامبر ۲۰۱۵،جم در کنسرت رادیو بی بی سی ۲ به نوئل گلگر پیوست. و در دو کنسرت دیگر نوئل را همراهی کرد.